# Женское избирательное право
Женское избирательное право — право женщин участвовать в выборах народных представителей. Включает в себя право избирать и право быть избранными.
До XIX века право женщин голосовать предоставлялось не везде и, как правило, сопровождалось ограничениями (имущественный ценз, положение в семье, обществе и т. п.). Потом начался период роста активности движения за женское избирательное право. Это привело к его закреплению в международном праве в середине XX века.
В настоящее время введено в большинстве стран мира. Одними из первых женское избирательное право ввели Новая Зеландия (1893), Австралия (1902), в Европе — Великое княжество Финляндское (в составе Российской империи, 1906), в исламском мире — Крымская народная республика (1917). Одними из последних — Кувейт (2005), Объединённые Арабские Эмираты (2006) и Саудовская Аравия (2015).

## Избирательное право женщин в международном праве
Право голоса для женщин стало частью международного права в 1948 году, когда страны Организации американских государств приняли Межамериканскую конвенцию о закреплении политических прав женщин, а ООН — Всеобщую декларацию прав человека. Статья 21 декларации определяет:
1. Каждый человек имеет право принимать участие в управлении своей страной непосредственно или через посредство свободно избранных представителей.

2. Каждый человек имеет право равного доступа к государственной службе в своей стране.

3. Воля народа должна быть основой власти правительства; эта воля должна находить себе выражение в периодических и нефальсифицированных выборах, которые должны проводиться при всеобщем и равном избирательном праве путём тайного голосования или же посредством других равнозначных форм, обеспечивающих свободу голосования.
Женское избирательное право прямо закреплено в Конвенции о политических правах женщин и в Конвенции о ликвидации всех форм дискриминации в отношении женщин, принятых ООН соответственно в 1952 и в 1979 году.

## История
Патриархальное устройство большинства сообществ предполагало, что женщины и мужчины выполняют разные социальные функции, и соответственно наделяло их различными наборами прав и обязанностей. Женщины обычно находились в зависимости от отца или мужа, и потому их имущественные и гражданские права, в том числе право избирать и быть избранными зачастую были ограничены.
В разных странах женщины получили право голоса в разное время. Во многих странах это произошло до введения всеобщего избирательного права, из-за чего женщины определённых рас и социального положения не имели возможности голосовать.
В средневековой Франции и некоторых других европейских странах на городских выборах и собраниях имели право голосовать главы семейств независимо от пола. Истоки современного движения за избирательное право для женщин можно обнаружить во Франции конца XVIII века в работах Антуана Кондорсе и Олимпии де Гуж, боровшихся за его введение в масштабах страны.
С 1718 по 1771 годы, во время Эры свободы, в Швеции было введено женское избирательное право. Оно распространялось только на женщин, состоящих в гильдиях и платящих налоги.
С 1755 года национальное собрание Корсиканской республики в соответствии с конституцией избиралось всеми жителями старше 25 лет, в том числе незамужними или вдовствующими женщинами. Женское избирательное право на Корсике было отменено, когда Франция аннексировала остров в 1769 году.
В 1756 году Лидия Тафт (урождённая Чапин) стала первой женщиной, получившей право голоса в Америке. Она пользовалась им, по крайней мере, трижды во время городских собраний в Уксбридже, Массачусетс, с согласия остальных избирателей. Эти события имели место в период с 1756 по 1768 годы во время Колониального периода.
В соответствии с конституцией 1776 года штат Нью-Джерси наделил женщин избирательным правом наравне с мужчинами (имущественный ценз не позволял голосовать замужним женщинам, не имевшим собственности), где избирателями объявлялись все «жители» без указания половой или расовой принадлежности. Женщины Нью-Джерси, вместе с «чужаками, цветными или неграми», утратили право голоса в 1807 году под предлогом борьбы с фальсификацией выборов, после чего голосовать могли только белые мужчины.
В 1838 году женское избирательное право было введено на Островах Питкэрн.
Во второй половине XIX века многие страны, колонии и штаты наделяли женщин ограниченным избирательным правом. Начало этому положила Южная Австралия в 1861 году. В 1869 году к ней присоединился штат США Вайоминг. В 1871 году Парижская коммуна провозгласила право голоса для женщин, но после поражения революции оно было отменено и вновь возвращено только в июле 1944 года Шарлем де Голлем (большая часть Франции, включая столицу, в это время была оккупирована нацистской Германией; Париж был освобождён только месяц спустя).
В 1881 году о введении женского избирательное права объявил Остров Мэн.
Тихоокеанская колония Франсвиль объявила о независимости в 1889 году, став первым независимым государством, в котором правом избирать обладали все граждане независимо от пола и цвета кожи (при этом занимать выборные должности могли только белые мужчины). Однако достаточно скоро территория вновь оказалась под управлением Франции и Великобритании.
В Новой Зеландии, британской колонии, пользовавшейся внутренним самоуправлением, женщины получили право избирать (но не избираться) в начале 1890-х. В результате кампании, организованной Кейт Шеппард, женское избирательное право в Новой Зеландии было введено всего за несколько недель до всеобщих выборов 1893 года. Благодаря этому Новая Зеландия стала первым из существующих в настоящее время государств, где женщины пользовались равными с мужчинами избирательными правами.
Колония Южная Австралия, также пользовавшаяся внутренним самоуправлением, наделила женщин правом избирать и быть избранными в колониальный парламент в 1895 году. Австралийский Союз распространил право на всё федеративное государство в 1902 году (за исключением коренных австралийских женщин).
В 1906 году женское избирательное право пришло в континентальную Европу. Первой страной, где были утверждены права женщин, стало Великое княжество Финляндское, на тот момент входившее в состав Российской империи. Административная реформа, последовавшая за восстанием 1905 года, наделила финских женщин правом голоса и правом быть избранными. Первые в мире женщины, избранные в парламент, также появились в Финляндии: 19 женщин получили места в сейме в результате выборов 1907 года.
В годы перед Первой мировой войной женское избирательное право ввели Норвегия (1913) и Дания, также оно было распространено на оставшиеся штаты Австралии. Незадолго до окончания войны женщины получили право голоса в Канаде, России, Германии, Польше, Азербайджане. Британские женщины старше 30 лет были допущены к выборам в 1918 году, голландские — в 1919. Американские женщины, в тех штатах, где ранее не имели права голосовать, получили его в 1920 году. Женщины Турции получили право голоса в 1926 году. В 1928 году на территории Британской империи женщины были уравнены в избирательном праве с мужчинами, получив возможность голосовать с 21 года. Одним из последних государств, в которых было введено женское избирательное право, стал Бутан в 2008 году.

## Движение за женское избирательное право
Борьба за женское избирательное право была массовой и велась как женщинами, так и мужчинами самых разных взглядов. Одним из основных различий участников движения, особенно в Британии, было деление на суфражистов (англ. suffragist), стремившихся к изменениям конституционным путём, и суфражисток (англ. suffragette), возглавляемых Эммелин Панкхёрст, создавшей в 1903 году Общественно-политический союз женщин и практиковавших более радикальные акции. Имелись также различия во взглядах на место женщины в обществе. Одни считали, что женщины по природе лучше, нежнее и более обеспокоены положением незащищённых членов общества, особенно детей. В соответствии с этими взглядами, участие женщин в выборах должно привести к более цивилизованной политике и, в частности, поможет введению контроля над оборотом алкоголя. Они также считали, что основная задача женщины — поддержание домашнего очага, и женщина должна иметь возможность влиять на законы, касающиеся её дома. Другие участники указывали, что женщины должны быть полностью уравнены с мужчинами, и такого понятия, как «природное предназначение женщины», не существует. Разные взгляды были и на право голоса для других категорий людей. Одни считали, что все совершеннолетние, независимо от имущества, пола и расы, имеют право голосовать; другие полагали, что женское избирательное право должно отменить право голоса для представителей бедных классов и мужчин с отличным от белого цветом кожи.
В настоящее время радикальные перемены в области женского избирательного права ожидаются в Саудовской Аравии. Основная проблема — в специфическом восприятии роли женщины обществом этой страны.

## Женское избирательное право в странах мира

### Европа

#### Болгария
Специальных ограничений для болгарских женщин на участие в выборах не существовало, однако традиции страны подразумевали, что полноправными гражданами являются только мужчины. Преодолеть привычный уклад общества не удавалось до 1937 года, когда женщины впервые смогли проголосовать на местных выборах, однако это право получили только «матери, состоящие в браке». В 1938 году избирательные права женщин были расширены на парламентские выборы, а к голосованию допускались практически все совершеннолетние: «замужние, вдовствующие и разведённые». При этом право женщин оставалось лишь активным: им не разрешалось самим участвовать в выборах в качестве кандидатов. Женщины были уравнены в правах с мужчинами и получили все избирательные права только в 1944 году, после свержения прогерманского правительства.

#### Великобритания
Движение за женское избирательное право набрало силу в первой половине XIX века, когда резко увеличилась политическая активность женщин, в частности, во время кампании за реформу избирательного права в Великобритании. Джон Стюарт Милль, избранный в парламент в 1865 году и открыто поддерживавший наделение женщин правом голоса (вскоре вышел его труд «Подчинение женщин»), выступал за внесение в Хартию женского избирательного права. После неоднократного провала в чисто мужском парламенте при правительстве консерваторов, проблема стала очевидной.
Во второй половине XIX века было сформировано несколько групп, чтобы лоббировать интересы женщин в парламенте. В 1897 году 17 организаций объединились в Национальный союз женских обществ (NUWSS). Союз организовывал встречи, направлял письма политикам и публиковал различные материалы. В 1907 году союз организовал первое массовое шествие, вошедшее в историю как Марш грязи, поскольку более чем трём тысячам женщин пришлось идти в холод по разбитым улицам Лондона от Гайд-парка до Эксетер-Холла.
В 1903 году от Национального союза женских обществ откололось несколько организаций, объединившихся под началом Эммелин Панкхёрст в Женский социально-политический союз (WSPU). Поскольку национальные средства массовой информации потеряли интерес к движению, новообразованный союз решил действовать иными методами. Новая тактика впервые была использована в 1905 году во время выступления сэра Эдуарда Грея, члена только что созданного либерального правительства. Во время его речи две активистки постоянно выкрикивали «Предоставит ли либеральное правительство право голоса женщинам?». После отказа прекратить шум, была вызвана полиция. Суфражетки (как их называли газеты после инцидента) оказали сопротивление и были арестованы и обвинены в нападении. Заплатить штраф они отказались и были отправлены в тюрьму. Шокированное британское общество обратило внимание на новый способ борьбы за права женщин.
После информационного успеха WSPU стал всё чаще прибегать к насильственным действиям. В 1908 году суфражетки попытались ворваться в Палату общин, подожгли дом Дэвида Ллойда Джорджа (несмотря на поддержку с его стороны введения женского избирательного права). В 1909 году за решётку попала леди Констанс Литтон, но её быстро освободили после установления личности. Тогда она стала выдавать себя за швею Джейн Уортон и испытала на себе бесчеловечное обращение в виде принудительного кормления. В 1913 году во время Эпсомского Дерби Эмили Дэвисон в знак протеста выбежала перед конём, принадлежащим королю Георгу V; попав под копыта она получила тяжёлые ранения и умерла четыре дня спустя.
Во время Первой мировой войны WSPU на время отказался от проведения акций, и его участницы вместе со всеми помогали стране. NUWSS, в свою очередь, заявил о прекращении политической борьбы, хотя тайно продолжал лоббировать интересы женщин. В 1918 году, после окончания войны, парламент принял закон, открывавший доступ к выборам женщинам старше 30 лет, являющимся главой семейства или состоящим в браке с главой семейства, либо окончившим университет. В 1928 году, когда был принят Закон о народном представительстве, женщины Великобритании были уравнены в избирательных правах с мужчинами.
В 1999 году журнал «Time», называя Эммелин Панкхёрст одной из ста самых влиятельных личностей XX века, писал:
...Она сформировала мировоззрение женщин нашего времени; она встряхнула общество, изменив его навсегда

#### Германия
Юридического основания для отстранения женщин от выборов в Германии не существовало. Впервые вопрос о законодательном закреплении сложившейся практики был поставлен в 1848 году, однако решение принято не было в силу того, что роль женщины считалась очевидной. Вопрос о женском избирательном праве впервые достиг Рейхстага Германской империи в 1891 году.
Женщины Германии получили право голоса на выборах в Национальное собрание 30 ноября 1918 года и впервые воспользовались им на всеобщих выборах в следующем году. Однако долгое время, до 1926 года, на выборах в Веймарской республике использовалось два вида бюллетеней, отдельно для мужчин и для женщин. С приходом к власти национал-социалистов женское избирательное право было отменено в 1933 году. Восстановление женщин в правах произошло только в 1948 году в Западной Германии и в 1949 году в ГДР.

#### Греция
Первые публичные требования женщинами Греции права голоса относятся к концу XIX века: в 1887-88 годах лозунг «Право голоса для женщин» прозвучал со страниц газеты Ladies Newspaper. В 1921 году премьер-министр Димитриос Гунарис предложил Национальному собранию наделить женщин избирательным правом, но оно не встретило одобрения. В 1924 году Национальное собрание приняло решение наделить женщин правом голоса на местных выборах, предусмотрев, однако, пятилетнюю отсрочку.
Муниципальные выборы 11 февраля 1934 года стали первыми, на которых к голосованию были допущены женщины. Однако право голоса получили только грамотные женщины старше 30 лет. 28 мая 1952 года избирательное право было распространено на всех взрослых женщин Греции, которые впервые приняли участие в парламентских выборах 19 февраля 1956 года.
В 1975 году равноправие мужчин и женщин было впервые закреплено в конституции Греции.

#### Дания
В 1886 году вопрос о наделении женщин избирательным правом был впервые поставлен в парламенте Дании. На рассмотрение был выдвинут закон, по которому женщины могли голосовать на выборах в городской совет Копенгагена. Попытка оказалась неудачной: законопроект отклонили на предварительном чтении. В дальнейшем, пока большинство в нижней палате парламента сохраняли либералы, новые законопроекты о женском избирательном праве одобрялись, но отвергались верхней палатой. Наконец, в 1908 году обе палаты парламента поддержали женское избирательное право на местных выборах.
20 апреля 1909 года женщины Дании голосовали на муниципальных выборах. На государственном уровне равноправие не удавалось установить до принятия новой конституции в 1915 году. После вступления в действие нового закона женщины приняли участие в выборах в Ригсдаг 5 июня 1915 года.

#### Испания
В баскской провинции Бискайя женщины, уплатившие особый избирательный налог, получали право избирать и быть избранными вплоть до отмены баскской автономии.
Женское избирательное право было официально введено в 1931 году при оппозиции Маргариты Нелкен и Виктории Кент, двух женщин в парламенте, утверждавших, что испанские женщины слишком наивны и невежественны, чтобы голосовать ответственно, а это может поставить под угрозу существование Второй республики. При режиме Франко к голосованию допускались только женщины, считавшиеся главами семейств. С 1976 года во время перехода Испании к демократии все женщины получили право избирать и быть избранными. Первые парламентские выборы с их участием прошли в 1977 году.

#### Нидерланды
Впервые вопрос о женском избирательном праве был официально поставлен в 1882 году. Доктор Алетта Якобс, будущий лидер женской ассоциации, направила письмо бургомистру Амстердама, требуя объяснить, почему она не была допущена к выборам. Выяснилось, что, хотя в законе не было прямого указания, к выборам допускаются только мужчины, это подразумевалось. Впоследствии в текст закона была внесена соответствующая поправка, закрепившая дискриминационную норму.
За женское избирательное право в Нидерландах боролась ассоциация «Vereniging voor Vrouwenkiesrecht» (Women’s Suffrage Association), созданная в 1894 году. В 1917 году голландские женщины получили право участвовать в национальных выборах, что привело к победе на парламентских выборах 1918 года Сюзи Грёневег от Социал-демократической рабочей партии. Но социалисты, боровшиеся за всеобщее право голоса встретили резкое неприятие со стороны суфражисток, представлявших обеспеченные классы: камнем преткновения стало право голоса женщин низших слоёв общества. В конце концов, стороны пришли к компромиссу, и 15 мая 1919 года был принят новый закон, снявший все ограничения на участие женщин в выборах. Воспользоваться этим правом женщины смогли на всеобщих выборах 1922 года.

#### Норвегия
Активная борьба за право голоса для женщин началась в Норвегии в начале 1880-х годов. В 1885 была создана женская ассоциация, усилия которой привели к тому, что Норвегия стала первой суверенной страной, в которой женщины получили право голоса наравне с мужчинами.
Норвежские женщины среднего класса (имевшие определённый уровень дохода) впервые получили право голоса в 1907 году. Всеобщее женское избирательное право вводилось на местных выборах с 1910 года, а 11 июня 1913 году парламент единогласно принял закон, наделявший женщин правом голоса на парламентских выборах.

#### Польша
Женское движение в Польше носило национально-освободительный характер: по мнению его участниц, путь к равноправию шёл через обретение страной независимости, а до тех пор интересы женщин представлялись второстепенными. Радикальные формы женской активности распространены не были. Кроме того, католическая церковь, проповедовавшая традиционное поведение женщин, также снижала женскую активность. После революции 1905 года в Польше резко возросла политическая активность. В 1907 году был создан Союз равноправия польских
женщин, программой которого стало требование избирательного права для всех, без различия пола, национальности и религии.
Женское избирательное право появилось в Польше сразу после обретения независимости в 1918 году. В 1919 году Роза Померантц-Мельтцер стала первой женщиной, избранной в Сейм от Сионистской партии.

#### Португалия
Каролина Беатриш Анжелу стала первой португалкой, получившей право голоса. В 1911 году она добилась права голоса на выборах в парламент Первой Португальской республики, доказав, что является главой семейства. Позднее соответствующий закон был изменён, чтобы явно допустить к участию в выборах только глав семейства мужского пола. В 1931 году при режиме Нового государства было впервые введено женское избирательное право, но только для лиц, окончивших старшую школу или университет, в то время как мужчинам было достаточно умения читать и писать. В 1946 году новый закон о выборах расширил права женщин, но по-прежнему ущемлял их по сравнению с мужчинами. Закон 1968 года провозглашал равные политические права для мужчин и женщин, но в избирательном праве у мужчин имелись некоторые преимущества. После Революции гвоздик в 1974 году женщины получили избирательные права наравне с мужчинами.

#### Россия
В 1864 императором Александром II было издано Положение о губернских и уездных земских учреждениях, которым устанавливалось, что за женщин имели право участвовать в избирательных съездах мужчины, обладающие правом голоса в соответствующем уезде, получившие от них такую доверенность. Более того, женщина имела право уполномочить проголосовать за неё своего мужа, отца, зятьёв, сыновей и родных братьев, не проходивших имущественный ценз, если они не входили в число лиц, которым при любых обстоятельствах было запрещено участвовать в избирательных съездах.
Женское избирательное право в России впервые было введено в 1906 году на территории Великого княжества Финляндского, пользовавшегося широкой автономией, но входившего в состав Российской империи.
Полное избирательное право, включая возможность самостоятельно голосовать, женщины России получили весной 1917 года.
Получение женщинами избирательного права стало результатом деятельности российского женского движения, оказывавшего давление на политиков. Сначала Временное правительство и Советы рабочих и солдатских депутатов посчитали требования женщинами избирательного права несвоевременными и неактуальными и отказались их поддержать. Но организованная Лигой равноправия женщин 40-тысячная демонстрация женщин 19 марта 1917 года в Петрограде под лозунгами «Свободная женщина в свободной России!», «Без участия женщин избирательное право не всеобщее!», «Место женщине в Учредительном собрании!», митинг участниц демонстрации у Таврического дворца, в котором пришлось принять участие председателю Государственной Думы М. В. Родзянко и председателю Совета рабочих и солдатских депутатов Н. С. Чхеидзе, развёрнутая дискуссия в прессе, переговоры представительниц женских организаций Петрограда и Москвы с министром-председателем Временного правительства князем Г. Е. Львовым привели к желаемому результату. 15 апреля 1917 года Временное правительство приняло постановление «О производстве выборов гласных городских дум, об участковых городских управлениях», согласно которому избирательными правами наделялись все граждане, достигшие 20 лет, без различия национальности и вероисповедания. 20 июня 1917 года Временное правительство приняло положение о выборах в Учредительное собрание, высший законодательный орган государства, вступившее в силу с 11 сентября 1917 года, в котором было прямо указано о «всеобщем избирательном праве „без различия пола“». Весной 1917 года прошли выборы в городские думы, в которых женщины смогли принять полноправное участие. Уже в апреле в Вологодскую городскую думу были избраны две женщины-гласные.
После Октябрьской революции в Советской России в 1918 году была принята конституция, закрепившая юридическое равноправие женщин с мужчинами.

#### Финляндия
Великое княжество Финляндское было частью Российской империи (1809—1917). Женское движение стало частью общей борьбы за либеральные преобразования в стране, которые включали право голоса не только для женщин, но и для большинства населения (на рубеже XIX и XX веков правом голоса обладали лишь 8 % финнов). После всеобщей забастовки 1905 года Финляндия получила широкую автономию, и в 1906 году учредила однопалатный парламент, наделив мужчин и женщин равными правами избирать и быть избранными. В парламенте первого созыва 19 мест получили женщины. Однако участие женщин в местных выборах оставалось невозможным вплоть до провозглашения независимой Финляндской республики в 1917 году.

#### Франция
Организованное женское движение возникло во Франции во время Великой французской революции. Женщины принимали активное участие в революционных выступлениях, создавали собственные организации и выпускали журнал, посвящённый борьбе за равенство. В 1791 году Национальному собранию была представлена Декларация прав женщины и гражданки, подготовленная Олимпией де Гуж и требовавшая признания полного социального и политического равноправия женщины. Однако идея женского равноправия была отвергнута, а в конце 1793 прекращена деятельность женских организаций. Возрождение движения произошло в середине XIX века, а в 1882 году появилась Французская лига прав женщин.
Женщины Франции стали полноправными участниками выборов 21 апреля 1944 года по постановлению Французского временного правительства. Первыми выборами, в которых женщины смогли принять участие наравне с мужчинами, стали муниципальные выборы 29 апреля 1945 года и парламентские выборы 21 октября 1945 года. Коренные мусульманки Французского Алжира получили право голоса только по декрету от 3 июля 1958 года.

#### Швейцария
Референдум о женском избирательном праве был проведён в Швейцарии 1 февраля 1959 года. Большинство швейцарцев проголосовало против, хотя в некоторых кантонах женщины получили поддержку. До 1971 года Швейцария оставалась последней западной республикой, где женщины не имели права голоса (в Лихтенштейне, являющемся конституционной монархией, женское избирательное право было введено только в 1984 году). Следующий референдум был проведён в 1971 году, в результате которого избирательное право для женщин было одобрено. Однако в некоторых кантонах женщины не имели права голоса на местных выборах и после 1971 года. Последним кантоном, уравнявшим женщин в правах с мужчинами, в 1991 году стал Аппенцелль — Иннерроден.

#### Швеция
Во время Эры свободы (1718—1771) женщины, состоящие в гильдиях и платящие налоги, получали право голоса. С 1726 по 1742 год они приняли участие в 30 % всех выборов. С 1743 года новая система налогообложения сделала участие женщин в выборах ещё более частым.
Иногда за женщин голосовали представлявшие их мужчины, что являлось одним из аргументов против женского избирательного права. В 1758 году женщин лишили права голоса на городских и местных выборах, позволив им голосовать только на парламентских. В 1771 году, с принятием новой конституции, женщины полностью потеряли право голоса.
В 1862 году вдовам и незамужним женщинам, платящим налоги, вновь позволили голосовать на местных выборах. В 1906 году предложение ввести женское избирательное право на парламентских выборах было отклонено парламентом. Однако в том же году право голоса на муниципальных выборах получили замужние женщины, что ранее исключалось из-за их подчинённости мужьям. В 1909 году женщины получили право избираться в муниципальные советы, и на выборах 1910-11 годов 40 женщин были избраны в местные органы власти. Одной из наиболее известных женщин-политиков того времени была Оливия Нордгрен.
Национальные выборы оставались закрыты для женщин до 1919 года, первое голосование, к которому были допущены женщины, прошло в 1921 году, после 150-летнего перерыва.
В политической жизни Швеции женщины изначально играли заметную роль. Несколько женщин заняли важные посты ещё до 1919 года, например, Ката Дальстрём, первая женщина, возглавившая Социал-демократический комитет (1900), и Анна Стерки, председатель Женского профсоюза (1902—1907).
По результатам выборов 1921 года женщины, среди которых была Керстин Хесселгрен, получили места в шведском парламенте. После выборов 1998 года женщины получили 43 % мест в парламенте, что вывело Швецию на первое место в мире по этому показателю.

### Азия

#### Азербайджан
После провозглашения 28 мая 1918 года Азербайджанской Демократической Республики в стране за кратчайшие сроки были проведены очень глубокие демократические преобразования, составной частью которых стало предоставление женщинам права избирать и быть избираемыми. Закон о наделении женщин избирательным правом был принят Национальным советом за день до высадки в Баку британских войск под командованием генерала Уильяма Томсона. Азербайджанские женщины стали первыми в исламском мире, получившими право голосовать, и даже опередили в этом плане большинство своих европейских и американских коллег.

#### Индонезия
В первой половине XX века Голландская Ост-Индия была одной из территорий, где движение за женское избирательное право не находило широкой поддержки. Борьба за права началась в 1905 году, когда в муниципальных советах появились женщины, избранные по некоторым округам. Право голоса имели только грамотные мужчины, из-за чего большинство неевропейцев в выборах не участвовало: в это время грамотными были только 11 % мужчин и 2 % женщин. Наиболее значимой организацией, требовавшей от правительства введения женского избирательного права, была Dutch Vereeninging voor Vrouwenkiesrecht (VVV-Women’s Suffrage Association), созданная в 1894 году в Голландии. Участники группы пытались привлечь в свои ряды индонезийцев, но из-за неумения работать с массами их постигла неудача. В 1918 году в колонии появился национальный представительный орган, получивший название Фольксраад, но на выборах в него женщинам право голоса предоставлено не было. В 1935 году колониальная администрация использовала свою власть, чтобы допустить в парламент европейских женщин. В 1938 году администрация ввела право голоса для женщин на городских выборах, в результате чего европейские и индонезийские женщины вошли в составы муниципальных советов. В окончательном варианте закона были упомянуты только европейские женщины и только муниципальные советы, что исключило из выборов остальных женщин и местные советы. В сентябре 1941 года Фольксраад провёл поправку к закону, которая наделила избирательным правом всех женщин независимо от расы. Наконец, в ноябре 1941 года женщины получили право голоса на муниципальных выборах наравне с мужчинами (что подразумевало имущественный и образовательный ценз). А уже в марте 1942 года Голландская Ост-Индия была оккупирована Японией.
В 1945 году была провозглашена Республика Индонезия. В 1947 году президент Сукарно выпустил декрет, который провозгласил равенство мужчин и женщин, впоследствии закреплённое конституцией. В 1961 году Индонезия ратифицировала соответствующую конвенцию ООН. Однако Сукарно одновременно отмечал, что женщины должны всегда находиться под опекой мужчин. Практически это привело к тому, что до окончания правления Сукарно лишь несколько женщин смогли добиться высокого положения в государственной иерархии страны.

#### Иран
Предоставление права голоса женщинам в Иране состоялось 9 января 1963 года декретом шаха Мохаммеда Резы Пехлеви.

#### Кувейт
Женское избирательное право в Кувейте было введено поправкой к закону о выборах 17 мая 2005 года. Одним из главных возражений, выдвигаемых консервативными парламентариями, было требование ислама, чтобы во главе нации стоял мужчина, а значит, женщины не должны избираться в законодательные органы. При этом для участия в голосовании никаких препятствий обнаружено не было. После преодоления сопротивления в парламенте, женщинам Кувейта пришлось ожидать ещё четыре года, чтобы полностью реализовать своё право: на выборах 2009 года, после двух неудачных кампаний, четыре женщины были избраны в высший законодательный орган.

#### Ливан
В Ливане женщины получили право голоса в 1952 году, однако вплоть до 1957 года они, в отличие от мужчин, должны были представить свидетельство о начальном образовании. При этом сдерживающим фактором участия женщин в политике является патриархальное устройство общества и политическая система, основанная на религиозном разделении партий. На общегосударственном уровне женщины становились законодателями только как главы семей, традиционно управляющих Ливаном, в связи с отсутствием наследников-мужчин, притом по состоянию на 2009 год в парламент Ливана за всю его историю было избрано всего 17 женщин. На муниципальном уровне представительство женщин выше в абсолютном выражении, однако практически не меняется в течение многих лет, составляя не более 3 % от общего числа народных представителей.

#### Шри-Ланка
Шри-Ланка (в то время — Цейлон) в 1931 году стала первой азиатской страной, наделившей женщин старше 21 года правом голоса. С тех пор женщины играют важную роль в политической жизни страны. В 1960 году премьер-министром Шри-Ланки стала Сиримаво Бандаранаике, первая в мире женщина, занявшая пост главы правительства. Её дочь, Чандрика Кумаратунга, в 1994 году также стала премьер-министром, а затем была избрана президентом страны, став четвёртой женщиной, занявшей подобный пост.

#### Япония
До 1880-х годов законы Японии явно не запрещали женщинам голосовать. Поскольку общегосударственного представительного органа ещё не существовало, женщины могли участвовать только в местных выборах. «Женский вопрос» был поднят на конференции представителей местных администраций в 1878 году, после чего начались изменения в местном законодательстве в пользу мужчин. Вопрос был закрыт на многие десятилетия 11 февраля 1889 года, когда был принят закон, установивший имущественный ценз и наделивший правом голосовать и избираться только японских мужчин.
В период между Первой и Второй мировыми войнами давление на японских женщин усилилось. В то время как для японских мужчин был отменён имущественный ценз, женщинам было отказано в любой политической активности.
25 августа 1945 года, за несколько дней до оккупации Японии союзными войсками, был сформирован Женский комитет по послевоенному устройству. На собрании комитета 24 сентября 1945 года одним из вопросов стало избирательное право для женщин: голосование с 20 лет и право избираться с 25 лет. Эти требования были поддержаны со стороны оккупационных сил США, что и определило их полное удовлетворение в декабре 1945 года.

### Северная Америка

#### Соединённые Штаты Америки
Лидия Тафт (урождённая Чапин) стала первой женщиной Колониальной Америки, получившей право голоса во время трёх городских собраний Новой Англии, начиная с 1756 в Уксбридже, Массачусетс.
После Американской революции женщины имели право голоса в Нью-Джерси с 1790 по 1807 годы, с учётом их имущественного положения. В 1807 году этого права женщины были лишены.
В июне 1848 года Джеррит Смит включил женское избирательное право пунктом в программу Партии свободы. В июле на Конференции в Сенека-Фолсе в северном Нью-Йорке Элизабет Кейди Стэнтон и Лукреция Мотт начали продлившуюся 70 лет борьбу за женское избирательное право (см. Декларация чувств). В 1850 году Люси Стоун организовала массовую встречу — Национальное собрание по правам женщин в Вустере, Массачусетс. Сьюзен Б. Энтони, уроженка Рочестера, Нью-Йорк, присоединилась к движению в 1852 году, прочитав речь Стоун 1850 года. Активный борец за права женщин, она объездила США и Европу, читая до ста речей ежегодно в течение 45 лет.
Активистки движения указывали, что темнокожие получили право голоса, хотя не были явно упомянуты в тексте Четырнадцатой (равные гражданские права всех «лиц» и право на защиту закона) поправки к Конституции США. В частности, Сьюзен Б. Энтони была арестована за попытку проголосовать. Она отстаивала это право, ссылаясь на Четырнадцатую поправку. Когда в Конгрессе обсуждалась Пятнадцатая поправка (право голоса независимо от расы или предшествовавшего нахождения в рабстве), была сделана попытка распространить её и на женщин, но сделать этого не удалось.
Первые победы в борьбе были одержаны на территориях Вайоминга (1869) и Юты (1870), хотя женщины Юты были лишены права голоса федеральным законом Эдмундса-Такера, принятого Конгрессом в 1887 году. Женское избирательное право в Юте вводилось в надежде, что женщины откажутся от полигамии, однако когда избирательницы полигамию поддержали, они были лишены права голоса. К концу XIX женское избирательное право действовало в штатах Айдахо, Колорадо, Юта и Вайоминг.
Возросшее влияние движения привело к арестам активистов, многие оказались в тюрьмах. Один из наиболее масштабных маршей протеста прошёл на Пенсильвания-авеню и возле Белого дома накануне инаугурации президента Вильсона. Участники марша, от 5 до 8 тысяч человек, подверглись нападениям, оскорблениям и плевкам. В результате чего общественное мнение склонилось в пользу дискриминируемых. В конце концов, президент Вудро Вильсон убедил Конгресс принять законодательный акт, после ратификации в 1920 году ставший Девятнадцатой поправкой, запрещавшей дискриминацию на выборах по половому признаку.
Введение женского избирательного права привело к изменениям результатов выборов, так как женщины голосуют иначе, чем мужчины. На федеральном уровне пятую часть преимущества демократов над республиканцами обеспечивают женщины.

#### Канада
Вдовы и незамужние женщины имели право голоса на местных выборах в Онтарио с 1884 года. Эта практика была распространена на остальные провинции Канады к концу XIX века, но на провинциальных выборах женщины не голосовали до 1916 года, когда соответствующий закон удалось принять в Манитобе. На федеральном уровне процесс проходил в два этапа: 20 сентября 1917 года женщины получили ограниченное право голоса в соответствии с «Законом о военных избирателях», который позволял голосовать им за близких родственников, находящихся на службе в армии; в начале 1919 года в соответствии с «Законом о распространении избирательного права на женщин» право голоса получили все женщины. Все провинции быстро последовали этому примеру, за исключением Квебека, который принял соответствующий закон только в 1940 году. Первой женщиной, избранной в парламент, стала Агнес Макфейл в 1921 году, а первой женщиной — федеральным министром — Эллен Фэйрклаф в 1957 году.

### Австралия и Океания

#### Австралия
Первые выборы в парламент только что образованного Австралийского Союза в 1901 году проходили по правилам каждого из шести входивших в него штатов. Таким образом, женщины Южной и Западной Австралии имели право голоса на федеральном уровне. В 1902 году Союз принял собственный закон о выборах, распространив избирательное право на женщин всех штатов. Однако закон не наделил правом голоса аборигенов, которые частично имели его до 1901 года (в выборах в Парламент штатов могли участвовать все, кто проходил по определённому имущественному цензу, хотя среди коренного населения таких было немного). Такое положение сохранялось до 16 декабря 1966 года, когда была принята поправка к закону о выборах (она не была следствием референдума 1967 года, наделившего Парламент Союза полномочиями в вопросах коренного населения).

#### Новая Зеландия
Женщины Новой Зеландии боролись за свои права, вдохновлённые Джоном Стюартом Миллем и активностью британских борцов за права женщин. Кроме того, деятельность американского Женского христианского общества трезвости дала им дополнительную мотивацию. Среди мужчин-политиков были те, кто оказывал поддержку движению, в том числе Джон Холл, Роберт Стаут, Юлиус Фогель и Уильям Фокс. В 1878, 1879 и 1887 годах поправки, наделяющие женщин правом голоса, не были приняты при минимальном перевесе противников. В 1893 году реформаторы, наконец, добились успеха. Важную роль в женском движении за право голоса сыграла Кейт Шеппард.
Хотя либеральное правительство Новой Зеландии, принявшее закон, стремилось к социальным и политическим реформам, к нововведению оно относилось настороженно, так как опасалось, что женщины станут поддерживать консервативную партию. Без проблем преодолевая нижнюю палату новозеландского парламента, закон не был в очередной раз остановлен в верхней только благодаря политическим интригам: в последним момент голоса в поддержку женского избирательного права отдали члены парламента, возмутившиеся давлением на законодателей премьер-министра страны. В результате закон был одобрен 20 голосами против 18, а затем был подписан генерал-губернатором и вступил в действие.
Право быть избранными в парламент новозеландские женщины получили только в 1919 году. В 2005 году почти треть мест в законодательном собрании получили женщины. Женщины также заняли высокие посты премьер-министра, генерал-губернатора, спикера палаты представителей и министра юстиции.

## Страны с ограничением женского избирательного права
- Бруней — власть в стране сосредоточена в руках султана. Выборы в парламент Брунея отменены, парламентариев назначает султан. Местные выборы проводятся, женщины имеют на них право голоса наравне с мужчинами с 18 лет[115].
- Саудовская Аравия — абсолютная монархия. На местных выборах женщины также не имеют права голоса. Впервые местные выборы в Саудовской Аравии прошли в 2005 году. Женщины в них не участвовали. В 2009 году ожидалось введение женского избирательного права[27], однако изменение законодательства пока не проведено[28][116]. В 2011 году объявлено о разрешении женщинам участвовать в выборах с 2015 года[29].
- Объединённые Арабские Эмираты — ограниченное избирательное право для мужчин и женщин. На выборах 2011 года только примерно 12 % от общего числа граждан (как мужчин, так и женщин) получили право принять участие в голосовании[117].
- Ватикан — абсолютная теократическая монархия[118], управляемая Святым Престолом. Сувереном Святого Престола, в руках которого сосредоточены абсолютная законодательная, исполнительная и судебная власть, является папа римский, избирающийся кардиналами на пожизненный срок. Поскольку кардиналом может быть только мужчина, женщины не обладают избирательным правом[119].

## Годы введения женского избирательного права
В списке приведены даты первого введения в странах и на территориях права женщин избирать народных представителей.
Содержимое таблицы можно отсортировать по годам или алфавиту с помощью иконки .
| Страна                              | Год        | Возраст        |
| ----------------------------------- | ---------- | -------------- |
| Австралия                           | 1902       | 18 лет         |
| Австрия                             | 1918       | 16 лет         |
| Азербайджан                         | 1918       | 18 лет         |
| Албания                             | 1920       | 18 лет         |
| Алжир                               | 1962       | 18 лет         |
| Виргинские Острова (США)            | нет данных | 18 лет         |
| Американское Самоа                  | 1990       | 18 лет         |
| Ангилья                             | 1951       | 18 лет         |
| Ангола                              | 1975       | 18 лет         |
| Андорра                             | 1970       | 18 лет         |
| Антигуа и Барбуда                   | 1951       | 18 лет         |
| Макао                               | нет данных | 18 лет         |
| Аргентина                           | 1947       | 18 лет         |
| Армения                             | 1919, 1921 | 20 лет, 18 лет |
| Аруба                               | нет данных | 18 лет         |
| Афганистан                          | 1963       | 18 лет         |
| Багамские Острова                   | 1960       | 18 лет         |
| Бангладеш                           | 1972       | 18 лет         |
| Барбадос                            | 1950       | 18 лет         |
| Бахрейн                             | 2002       | 18 лет         |
| Белиз                               | 1954       | 18 лет         |
| Беларусь                            | 1919       | 18 лет         |
| Бельгия                             | 1919/1948. | 18 лет         |
| Бенин                               | 1956       | 18 лет         |
| Бермуды                             | 1944       | 18 лет         |
| Болгария                            | 1944       | 18 лет         |
| Боливия                             | 1952       | 18 лет         |
| Босния и Герцеговина                | 1949       | 18 лет         |
| Ботсвана                            | 1965       | 18 лет         |
| Бразилия                            | 1931       | 16 лет         |
| Виргинские Острова (Великобритания) | нет данных | 18 лет         |
| Бруней                              | 1959       | 18 лет         |
| Буркина-Фасо                        | 1958       | 18 лет         |
| Бурунди                             | 1961       | 18 лет         |
| Бутан                               | 1953       | 18 лет         |
| Вануату                             | 1975       | 18 лет         |
| Великобритания                      | 1918       | 18 лет         |
| Венгрия                             | 1918       | 18 лет         |
| Венесуэла                           | 1946       | 18 лет         |
| Восточный Тимор                     | нет данных | 17 лет         |
| Вьетнам                             | 1946       | 18 лет         |
| Габон                               | 1956       | 21 год         |
| Гаити                               | 1950       | 18 лет         |
| Гайана                              | 1953       | 18 лет         |
| Гамбия                              | 1960       | 18 лет         |
| Гана                                | 1954       | 18 лет         |
| Гватемала                           | 1946       | 18 лет         |
| Гвинея                              | 1958       | 18 лет         |
| Гвинея-Бисау                        | 1977       | 18 лет         |
| Германия                            | 1918       | 18 лет         |
| Гернси                              | нет данных | 18 лет         |
| Гибралтар                           | нет данных | 18 лет         |
| Гондурас                            | 1955       | 18 лет         |
| Гонконг                             | 1949       | 18 лет         |
| Гренада                             | 1951       | 18 лет         |
| Гренландия                          | нет данных | 18 лет         |
| Греция                              | 1952       | 18 лет         |
| Грузия                              | 1918       | 18 лет         |
| Гуам                                | нет данных | 18 лет         |
| Дания                               | 1915       | 18 лет         |
| Демократическая Республика Конго    | 1967       | 18 лет         |
| Джерси                              | нет данных | 16 лет         |
| Джибути                             | 1946       | 18 лет         |
| Доминика                            | 1951       | 18 лет         |
| Доминиканская Республика            | 1942       | 18 лет         |
| Египет                              | 1956       | 18 лет         |
| Замбия                              | 1962       | 18 лет         |
| Зимбабве                            | 1957       | 18 лет         |
| Израиль                             | 1948       | 18 лет         |
| Индия                               | 1947       | 18 лет         |
| Индонезия                           | 1945       | 17 лет         |
| Иордания                            | 1974       | 18 лет         |
| Ирак                                | 1980       | 18 лет         |
| Иран                                | 1963       | 16 лет         |
| Ирландия                            | 1918       | 18 лет         |
| Исландия                            | 1915       | 18 лет         |
| Испания                             | 1931       | 18 лет         |
| Италия                              | 1946       | 18 лет         |
| Йемен                               | 1967       | 18 лет         |
| Кабо-Верде                          | 1975       | 18 лет         |
| Казахстан                           | 1924       | 18 лет         |
| Острова Кайман                      | нет данных | 18 лет         |
| Камбоджа                            | 1955       | 18 лет         |
| Камерун                             | 1946       | 20 лет         |
| Канада                              | 1917       | 18 лет         |
| Катар                               | 1997       | 18 лет         |
| Кения                               | 1963       | 18 лет         |
| Кипр                                | 1960       | 18 лет         |
| Кыргызстан                          | 1918       | 18 лет         |
| Кирибати                            | 1967       | 18 лет         |
| Китай                               | 1949       | 18 лет         |
| Китайская Республика                | 1947       | 20 лет         |
| Кокосовые острова                   | нет данных | 18 лет         |
| Колумбия                            | 1954       | 18 лет         |
| Коморы                              | 1956       | 18 лет         |
| КНДР                                | 1946       | 17 лет         |
| Коста-Рика                          | 1949       | 18 лет         |
| Кот-д’Ивуар                         | 1952       | 19 лет         |
| Куба                                | 1934       | 16 лет         |
| Кувейт                              | 2005       | 21 год         |
| Республика Корея                    | 1948       | 19 лет         |
| Чад                                 | 1958       | 18 лет         |
| Чили                                | 1935       | 18 лет         |
| Республика Конго                    | 1963       | 18 лет         |
| Острова Кука                        | 1893       | 18 лет         |
| Хорватия                            | 1945       | 18 лет         |
| Чехия                               | 1920       | 18 лет         |
| Эквадор                             | 1929       | 18 лет         |
| Сальвадор                           | 1939       | 18 лет         |
| Экваториальная Гвинея               | 1963       | 18 лет         |
| Эритрея                             | 1993       | 18 лет         |
| Эфиопия                             | 1955       | 18 лет         |
| Фолклендские острова                | 1984       | 18 лет         |
| Фарерские острова                   | нет данных | 18 лет         |
| Фиджи                               | 1963       | 21 год         |
| Финляндия                           | 1906       | 18 лет         |
| Франция                             | 1944       | 18 лет         |
| Французская Полинезия               | нет данных | 18 лет         |
| Ватикан                             | нет        | нет            |
| Ямайка                              | 1944       | 18 лет         |
| Япония                              | 1945       | 20 лет         |
| Лаос                                | 1958       | 18 лет         |
| Латвия                              | 1918       | 18 лет         |
| Ливан                               | 1952       | 21 год         |
| Лесото                              | 1965       | 18 лет         |
| Либерия                             | 1946       | 18 лет         |
| Ливия                               | 1964       | 18 лет         |
| Лихтенштейн                         | 1984       | 18 лет         |
| Литва                               | 1918       | 18 лет         |
| Люксембург                          | 1919       | 18 лет         |
| Северная Македония                  | 1946       | 18 лет         |
| Мадагаскар                          | 1959       | 18 лет         |
| Малави                              | 1961       | 18 лет         |
| Малайзия                            | 1957       | 21 год         |
| Мальдивы                            | 1932       | 21 год         |
| Мали                                | 1956       | 18 лет         |
| Мальта                              | 1947       | 18 лет         |
| Маршалловы Острова                  | 1979       | 18 лет         |
| Мавритания                          | 1961       | 18 лет         |
| Маврикий                            | 1956       | 18 лет         |
| Майотта                             | нет данных | 18 лет         |
| Мексика                             | 1947       | 18 лет         |
| Микронезия                          | 1979       | 18 лет         |
| Молдова                             | 1940       | 18 лет         |
| Монако                              | 1962       | 18 лет         |
| Монголия                            | 1924       | 18 лет         |
| Черногория                          | нет данных | 18 лет         |
| Монтсеррат                          | нет данных | 18 лет         |
| Марокко                             | 1963       | 18 лет         |
| Мозамбик                            | 1975       | 18 лет         |
| Мьянма                              | 1922       | 18 лет         |
| Намибия                             | 1989       | 18 лет         |
| Науру                               | 1968       | 20 лет         |
| Непал                               | 1951       | 18 лет         |
| Нидерланды                          | 1919       | 18 лет         |
| Нидерландские Антильские острова    | нет данных | 18 лет         |
| Новая Каледония                     | нет данных | 18 лет         |
| Новая Зеландия                      | 1893       | 18 лет         |
| Никарагуа                           | 1955       | 16 лет         |
| Нигер                               | 1948       | 18 лет         |
| Нигерия                             | 1958       | 18 лет         |
| Ниуэ                                | нет данных | 18 лет         |
| Остров Норфолк                      | нет данных | 18 лет         |
| Северные Марианские Острова         | нет данных | 18 лет         |
| Норвегия                            | 1913       | 18 лет         |
| Оман                                | 2003       | 21 год         |
| Остров Мэн                          | 1881       | 16 лет         |
| Пакистан                            | 1947       | 18 лет         |
| Палау                               | 1979       | 18 лет         |
| Панама                              | 1941       | 18 лет         |
| Папуа — Новая Гвинея                | 1964       | 18 лет         |
| Парагвай                            | 1961       | 18 лет         |
| Перу                                | 1955       | 18 лет         |
| Филиппины                           | 1937       | 18 лет         |
| Острова Питкэрн                     | 1838       | 18 лет         |
| Польша                              | 1918       | 18 лет         |
| Португалия                          | 1931       | 18 лет         |
| Пуэрто-Рико                         | 1929       | 18 лет         |
| Румыния                             | 1938       | 18 лет         |
| Россия                              | 1917       | 18 лет         |
| Руанда                              | 1961       | 18 лет         |
| Сен-Бартелеми                       | нет данных | 18 лет         |
| Остров Святой Елены                 | нет данных | нет данных     |
| Сент-Китс и Невис                   | 1951       | 18 лет         |
| Сент-Люсия                          | 1924       | 18 лет         |
| Сен-Мартен                          | нет данных | 18 лет         |
| Сен-Пьер и Микелон                  | нет данных | 18 лет         |
| Сент-Винсент и Гренадины            | 1951       | 18 лет         |
| Самоа                               | 1990       | 21 год         |
| Сан-Марино                          | 1959       | 18 лет         |
| Сан-Томе и Принсипи                 | 1975       | 18 лет         |
| Саудовская Аравия                   | 2011       | 21 год         |
| Сенегал                             | 1945       | 18 лет         |
| Сербия                              | 1945       | 18 лет         |
| Сейшельские Острова                 | 1948       | 17 лет         |
| Сьерра-Леоне                        | 1961       | 18 лет         |
| Сингапур                            | 1947       | 21 год         |
| Словакия                            | 1920       | 18 лет         |
| Словения                            | 1945       | 18 лет         |
| Соломоновы Острова                  | 1974       | 21 год         |
| Сомали                              | 1956       | 18 лет         |
| ЦАР                                 | 1986       | 21 год         |
| ЮАР                                 | 1930; 1994 | 18 лет         |
| Шри-Ланка                           | 1931       | 18 лет         |
| Судан                               | 1964       | 17 лет         |
| Суринам                             | 1948       | 18 лет         |
| Свазиленд                           | 1968       | 18 лет         |
| Швеция                              | 1919       | 18 лет         |
| Швейцария                           | 1971       | 18 лет         |
| Сирия                               | 1949       | 18 лет         |
| Таджикистан                         | 1924       | 18 лет         |
| Танзания                            | 1959       | 18 лет         |
| Таиланд                             | 1932       | 18 лет         |
| Того                                | 1945       | 18 лет         |
| Токелау                             | нет данных | 21 год         |
| Тонга                               | 1960       | 21 год         |
| Тринидад и Тобаго                   | 1946       | 18 лет         |
| Тунис                               | 1959       | 18 лет         |
| Турция                              | 1930       | 18 лет         |
| Туркменистан                        | 1924       | 18 лет         |
| Теркс и Кайкос                      | нет данных | 18 лет         |
| Тувалу                              | 1967       | 18 лет         |
| Уганда                              | 1962       | 18 лет         |
| Украина                             | 1919       | 18 лет         |
| ОАЭ                                 | 2006       | нет данных     |
| США                                 | 1920       | 18 лет         |
| Уругвай                             | 1927       | 18 лет         |
| Узбекистан                          | 1924       | 18 лет         |
| Уоллис и Футуна                     | 2001       | 18 лет         |
| Эстония                             | 1919       | 18 лет         |
| Югославия                           | 1945       | 18 лет         |